# Jonathan Majors
Jonathan Majors (Dallas, 1989. szeptember 7. –)
amerikai színész.

## Élete és pályafutása
A kaliforniai Lompoc-ban született. Anyja lelkipásztor volt, míg apja a légierőnél szolgált. Két testvére van: Monica és Cameron. A család Dallasba költözött. Élt a texasi Georgetown-ban és Cedar Hill-ben is. 2008-ban érettségizett a Duncanville High School tanulójaként.
Tinédzser korában letartóztatták bolti rablásért, felfüggesztették az iskolából, mert verekedett, és az autójában élt, miközben két helyen is dolgozott. Végül a színház világában talált "menedéket".
2023. december 18-án bűnösnek találták testi erőszak és zaklatás vádjával, amit volt barátnője, Grace Jabbari ellen követett el. Ezt követően szerződését felbontotta a Marvel Studios.

## Magánélete
Egy lánya van. A Black Lives Matter mozgalom követője.

## Filmográfia

### Film
| Év   | Magyar cím                        | Eredeti cím                         | Szerep                         | Magyar hang        |
| ---- | --------------------------------- | ----------------------------------- | ------------------------------ | ------------------ |
| 2017 | Ellenségek                        | Hostiles                            | Henry Woodson tizedes          | Nagy Dániel Viktor |
| 2018 | A kokainkölyök                    | White Boy Rick                      | Johnny "Lil Man" Curry         | Patkós Márton      |
| 2018 |                                   | Out of Blue                         | Duncan J. Reynolds             |                    |
| 2019 |                                   | The Last Black Man in San Francisco | Montgomery Allen               |                    |
| 2019 | Elrabolt világ                    | Captive State                       | Rafe Drummond                  | Orosz Ákos         |
| 2019 |                                   | Gully                               | Greg                           |                    |
| 2019 | Dzsungelország                    | Jungleland                          | Pepper                         | Nagy Dániel Viktor |
| 2020 | Az 5 bajtárs                      | Da 5 Bloods                         | David                          |                    |
| 2021 | A vadnyugat törvényei szerint     | The Harder They Fall                | Nat Love / Nathaniel Buck      | Ember Márk         |
| 2022 | Égi szolgálat                     | Devotion                            | Jesse Brown                    | Varga Gábor        |
| 2023 | Creed III.                        | Creed III                           | Damian "Gyémánt Dame" Anderson | Patkós Márton      |
| 2023 | A Hangya és a Darázs: Kvantumánia | Ant-Man and the Wasp: Quantumania   | Kang, a hódító                 | Schmied Zoltán     |
| 2023 | A Hangya és a Darázs: Kvantumánia | Ant-Man and the Wasp: Quantumania   | Victor Timely (cameo)          | Schmied Zoltán     |
| 2023 | A Hangya és a Darázs: Kvantumánia | Ant-Man and the Wasp: Quantumania   | Immortus (cameo)               | Schmied Zoltán     |
| 2023 | A Hangya és a Darázs: Kvantumánia | Ant-Man and the Wasp: Quantumania   | Rama-Tut (cameo)               | Schmied Zoltán     |
| 2023 | A Hangya és a Darázs: Kvantumánia | Ant-Man and the Wasp: Quantumania   | Vörös Centúrió (cameo)         | Schmied Zoltán     |
| 2023 | A Hangya és a Darázs: Kvantumánia | Ant-Man and the Wasp: Quantumania   | Mister Gryphon (cameo)         | nem szólal meg     |
| 2023 |                                   | Magazine Dreams                     | Killian Maddox                 |                    |

### Televízió
| Év        | Magyar cím                 | Eredeti cím               | Szerep                | Magyar hang        | Megjegyzések                              |
| --------- | -------------------------- | ------------------------- | --------------------- | ------------------ | ----------------------------------------- |
| 2017      |                            | When We Rise              | Ken Jones fiatalon    |                    | 4 epizód                                  |
| 2020      | Lovecraft Country          | Lovecraft Country         | Atticus Freeman       | Nagy Dániel Viktor | főszereplő                                |
| 2021      | Saturday Night Live        | Saturday Night Live       | önmaga (házigazda)    |                    | 1 epizód ("Jonathan Majors/Taylor Swift") |
| 2021–2023 | Loki                       | Loki                      | Az idő őrzői (hangja) | Schmied Zoltán     | 1 epizód                                  |
| 2021–2023 | Loki                       | Loki                      | A Megmaradó           | Schmied Zoltán     | 4 epizód                                  |
| 2021–2023 | Loki                       | Loki                      | Victor Timely         | Schmied Zoltán     | 3 epizód                                  |
| 2021–2023 | Marvel Studios: Betekintés | Marvel Studios: Assembled | önmaga                | 3 epizód           |                                           |